# シモン・バル・ギオラ
シモン・バル・ギオラ（ヘブライ語：שמעון בר גיורא、ラテン語：Simon Bar Giora、？ - 70年）とは、ユダヤ戦争でのユダヤ人側の指導者の一人で、フラウィウス・ヨセフスら穏健派に対して、強硬派と目された人物である。

## 概要
ユダヤ戦争の開始から3年目の68年、4人のユダヤ人側の指導者が現れた。すなわち、ギスカラのヨハネ（en、以下はヨハネ）、エルアザル・ベン・シモン（en）、ヨセフス・ベン・マタティア（フラウィウス・ヨセフス）、そしてシモン・バル・ギオラ（以下はギオラ）である。
ギオラは約4万人ものローマ軍を釘付けにした非常に有能な司令官であったが、実際にはこの年の6月9日にローマ皇帝ネロが自殺し、70年までの2年間で4人のローマ人が相次いで皇帝の地位を争う内戦に突入、中央政府が弱体化して、ユダヤ戦争への対応が棚上げとなったこともプラスに働いた。
ギオラは「奴隷のための自由と自由のための報酬」を公約して、フラウィウス・ヨセフスらと政治的な路線で対立した。やがて、ヨセフスはローマ軍へ降伏することとなる。エドム人のシモン・バル・ギオラは、「改宗者の息子」のニックネームを意味する。シモンにとってヨハネは最大のライバルであった。
エドム人たちは、ヨハネの力を恐れて、エルサレム市街の一部に固まって住んだ。ギオラは69年4月にその場所へ入り、ギオラは王として、エルサレムが陥落するまで裁決を行った。狭いエルサレム市街地内で、熱心党を扇動するエルアザル・ベン・シモン、シカリウス派を率いるギオラ、それ以外の反対党はヨハネを指導者として、ローマ軍と争う時以外は、ユダヤ人は四分五裂の内戦状態となった。ヨセフスは、ヨハネの部下の男が、しばしば女装で通りをパレードし、女に色目を使い、スポーツと称して人殺しを行った、と記載している。
結局、ギオラは、エルサレム神殿を包囲して、ようやくヨハネを抑えた。しかしながら、この間に、さらに別の派閥が結成され、エルアザルがヨハネの勢力の一部を奪い取った。伝えられるところでは、エルサレムが内戦状態に陥り、神殿へ参拝に来るエルサレム市民は神殿内の死体を上らなければならなかったという。
ローマ軍の総司令官ティトゥスはエルサレムに対して兵糧攻めを行うことを決し、更にユダヤ人側へ降伏を勧告したが、ギオラやエルアザル、ヨハネら強硬派が牛耳るユダヤ人側は一切の勧告を無視した。
70年、ローマ軍の一斉攻撃によりエルサレムは陥落。ギオラはエルサレム市内に隠れたが、やがて発見され、ローマへ連行されてタルペーイアの岩で処刑されたと伝わっている。